# 몬타사르 탈비
몬타사르 오마르 탈비(아랍어: منتصر الطالبي, Montassar Omar Talbi, 1998년 5월 26일 ~ )는 튀니지의 축구 선수로 현재 프랑스 리그 1의 FC 로리앙에서 센터백으로 활약하고 있다.